# Willie Irvine
Willie Irvine (County Antrim, Irlanda del Norte; 18 de junio de 1943 – 26 de julio de 2025) fue un futbolista norirlandés que jugó en la posición de delantero centro.

## Carrera

### Club
| Periodo   | Club                                 |
| --------- | ------------------------------------ |
| 1960–1968 | Burnley FC                           |
| 1968–1971 | Preston North End FC                 |
| 1971      | → Brighton & Hove Albion FC (cedido) |
| 1971–1972 | Brighton & Hove Albion FC            |
| 1972–1973 | Halifax Town AFC                     |
| 1973–1974 | Great Harwood FC                     |

### Selección nacional
A nivel de selecciones menores debutó con Irlanda del Norte U23 junto a su hermano Bobby el 27 de septiembre de 1963 en la derrota por 1-5 ante Gales. En los siguientes dos años anotó dos goles. Irvine fue convocado para jugar con Irlanda del Norte en abril de 1963, solo un mes después de debutar como profesional con el Burnley FC. Jugó su primer partido internacional el 3 de abril de 1963 en la derrota por 1–4 ante Gales por el British Home Championship. Su primer gol internacional lo anotó el 30 de mayo de 1963 en el empate 1–1 ante España en la primera ronda de la Eurocopa 1964. Un año pasó para ser convocado a la selección nacional, en la derrota por 1–2 ante Suiza por la clasificación de UEFA para la Copa Mundial de Fútbol de 1966. El 25 de noviembre de 1964 anotó su segundo gol internacional en la derrota por 1-2 ante Escocia por la British Home Championship. Irvine logró su primera victoria internacional ante Países Bajos el 17 de marzo de 1965 por la clasificación de UEFA para la Copa Mundial de Fútbol de 1966.
Entre octubre de 1965 y marzo de 1966 Irvine anotó en cuatro partidos consecutivos con selección nacional, iniciando ante Escocia en la British Home Championship, luego en la derrota por 1–2 ante Inglaterra el 10 de noviembre de 1965, en la victoria por 4-1 sobre Albania por la eliminatoria al mundial y en la victoria ante Gales. Irvine también jugó en las victorias ante México, Inglaterra y Escocia. Anotó dos goles en un partido amistoso ante Israel. Luego de dejar al Burnley FC en 1968 sus convocatorias a selección nacional fueron menos frecuentes y no jugó entre 1969 y 1972. Regresó tres años después en la derrota por 0–2 ante Escocia el 20 de mayo de 1972. Su último partido internacional fue el empate ante Gales el 27 de mayo de 1972.
| #  | Fecha                    | Sede                         | Rival      | Marcador | Resultado | Torneo                              |
| -- | ------------------------ | ---------------------------- | ---------- | -------- | --------- | ----------------------------------- |
| 1. | 30 de mayo de 1963       | Estadio San Mamés, Bilbao    | España     | 1–1      | 1–1       | Clasificación para la Eurocopa 1964 |
| 2. | 25 de noviembre de 1964  | Hampden Park, Glasgow        | Escocia    | 2–2      | 2–3       | British Home Championship           |
| 3. | 2 de octubre de 1965     | Windsor Park, Belfast        | Escocia    | 3–2      | 3–2       | British Home Championship           |
| 4. | 10 de noviembre de 1965  | Wembley Stadium, Londres     | Inglaterra | 1–1      | 1–2       | British Home Championship           |
| 5. | 24 de noviembre de 1965  | Qemal Stafa Stadium, Tirana  | Albania    | 1–0      | 1–1       | 1966 World Cup qualifier            |
| 6. | 30 de marzo de 1966      | Ninian Park, Cardiff         | Gales      | 1–0      | 1–4       | British Home Championship           |
| 7. | 10 de septiembre de 1968 | Bloomfield Stadium, Tel Aviv | Israel     | 1–0      | 3–2       | Amistoso                            |
| 8. | 10 de septiembre de 1968 | Bloomfield Stadium, Tel Aviv | Israel     | 3–0      | 3–2       | Amistoso                            |

## Vida personal y muerte
Irvine se casó con su esposa Rita en Burnley el 3 de octubre de 1966 con la que tuvo tres hijos; Darren, Stephen and Jonathan, que fueron futbolistas semiprofesionales en los equipos Nelson y Colne. Vivió en el poblado de Worsthorne luego de retirarse del fútbol en 1974. Luego compró un almacén de un amigo y puso un negocio de hágalo usted mismo en el centro de Burnley. El negocio tuvo un relativo éxito y Irvine abrió una sucursal en Keighley, pero dejó de ser rentable por varios años e Irvine lo cedió al banco por £44,000 para un potencial comprador. Por el colapso empresarial, Irvine sufrió de depresión en intentó suicidarse con una sobredosis de pastillas de paracetamol. Fue descubierto a tiempo y llevado al Burnley General Hospital donde le lavaron el estómago. Luego de incidente tomó un trabajo de medio tiempo en el Burnley Borough Council con gente joven en centros comunitarios. Luego fue limpia ventanas por un año, para después trabjar en una fábrica de maquinaria en la que estuvo por 14 años antes de unirse a la empresa eléctrica LED. Para entonces pasó a Aeropia, una fábrica de partes de avión, en donde fue mánager. También realizabia visitas guiadas al Turf Moor.
El 26 de julio de 2025 se anunció la muerte de Irvine a causa de una larga enfermedad a los 82 años.

## Logros

### Club
- Tercera División de Inglaterra (1): 1970-71
- Lancashire Senior Cup (4): 1960–61, 1961–62, 1964–65, 1965–66

### Individual
- Goleador de la Primera División de Inglaterra en 1965-66 (29 goles),[13] siendo el primer jugador del Burnley FC en ser campeón de goleo.